# Вентосо, Франсиско
Франсиско Хосе Вентоса Альберди (исп. Francisco José Ventoso Alberdi, род. 6 мая 1982 в Рейносе, Испания) — испанский профессиональный шоссейный велогонщик. Победитель этапов Джиро д’Италия и Вуэльты Испании. Участник летних Олимпийских игр 2012 года.

## Достижения

### Олимпийские игры
| Соревнование | Индивидуальная гонка | Групповая гонка |
| ------------ | -------------------- | --------------- |
| 2012 Лондон  | —                    | 31              |

### Чемпионаты мира
| Соревнование    | 2006 | 2007 | 2008 | 2009 | 2010 | 2011 | 2012 | 2013 | 2014 | 2015 | 2016 |
| --------------- | ---- | ---- | ---- | ---- | ---- | ---- | ---- | ---- | ---- | ---- | ---- |
| Групповая гонка | DNF  | —    | —    | —    | DNF  | —    | —    | —    | —    | —    | DNF  |

### Выступления
2004
1-й на этапе 1 — Тур Катара
2006
1-й на этапе 1 — Джиро д’Италия
1-й на этапе 4а — Эускаль Бисиклета
2007
1-й на этапах 2, 3 и 5 — Вуэльта Кастилии и Леона
4-й — Гент — Вевельгем
2008
1-й на этапе 3 — Вуэльта Кастилии и Леона
4-й — Вуэльта Ла-Риохи
1-й на этапе 1
2009
1-й — Гран-при Бегелли
1-й — Париж — Коррез
1-й — Тур Хайнаня
1-й на этапе 4
1-й — Пояс Эмпорды
1-й на этапах 1 и 2
1-й на этапе 1 — Тур Жевода Лангедок — Руссельона
1-й на этапе 2 — Вуэльта Мадрида
2010
1-й — Париж — Брюссель
1-й на этапе 5 — Вуэльта Андалусии
1-й на этапе 5 — Стер Электротур
1-й на этапе 2 — Вуэльта Мадрида
2011
1-й на этапе 5 — Тур Даун Андер
1-й на этапе 6 — Джиро д’Италия
1-й на этапе 3 — Вуэльта Андалусии
Вуэльта Кастилии и Леона
 Очковая классификация
1-й на этапах 1 и 2
2-й — Trofeo Palma de Mallorca
2012
1-й  Чемпионат Испании в групповой гонке
1-й на этапе 4 — Круг Сарты
1-й на этапе 9 — Джиро д’Италия
1-й на этапе 5 — Тур Пуату — Шаранта
2015
5-й — Trofeo Palma de Mallorca
5-й — Gran Premio Nobili Rubinetterie
6-й — Vuelta a Mallorca
6-й — Классика Альмерии
8-й — Гран-при Плуэ
2016
2-й — Vuelta a Mallorca
3-й — Gran Premio Nobili Rubinetterie
4-й — Классика Альмерии
8-й — Trofeo Ses Salines

## Статистика выступлений наГранд Турах
- Тур де Франс
  - Участие:3
    - 2006: 78
    - 2007: сход после 13 этапа
    - 2011: 139

- Джиро д'Италия
  - Участие:5
    - 2005: сход после 13 этапа
    - 2011: сход после 13 этапа; Победа на этапе 6
    - 2012: 92; Победа на этапе 9
    - 2013: 66
    - 2014: 125

- Вуэльта Испании
  - Участие:3
    - 2005: 93
    - 2006: 78; Победа на этапе 3
    - 2015: 81